# زمین‌لرزه ۲۰۱۰ جزایر سلیمان
زمین‌لرزه جزایر سلیمان  در تاریخ ۳ ژانویه ۲۰۱۰ میلادی، برابر با ‎۱۳ دی ۱۳۸۸، ساعت ۲۲:۳۶:۲۸٫۰ به زمان یوتی‌سی در جزایر سلیمان رخ داد.ژرفای این زلزله ۲۵٫۰ کیلومتر بود. بزرگی آن ۷٫۱ در مقیاس Mw بدست آمده‌است.
پروژهٔ جهانی تنسور گشتاور مرکزوار پارامتر زمان مرکزوار زمین‌لرزه را با اختلاف ۱۴٫۴ ثانیه نسبت به زمان رخداد اشاره شده در بالا و مختصات مرکزوار را در ۸°۵۳′جنوبی ۱۵۷°۱۳′شرقی / ۸٫۸۸°جنوبی ۱۵۷٫۲۱°شرقی محاسبه کرد و همچنین، ژرفا در ۱۲٫۰ کیلومتر ثابت شده‌است. در این محاسبات زاویه‌های (راستا، شیب، ریک) گسل سازندهٔ زمین‌لرزه و صفحه عمود بر آن برابر با (°۳۲۱، °۲۱، ° ۱۰۲) یا (°۱۲۹، °۶۹، ° ۸۶) حاصل شده‌است.